# Collegio di Hackney South and Shoreditch
Hackney South and Shoreditch è un collegio elettorale situato nella Grande Londra, e rappresentato alla Camera dei comuni del Parlamento del Regno Unito. Elegge un membro del parlamento con il sistema first-past-the-post, ossia maggioritario a turno unico; l'attuale parlamentare è Meg Hillier del Partito Laburista e Co-Operativo, che rappresenta il collegio dal 2005.

## Estensione

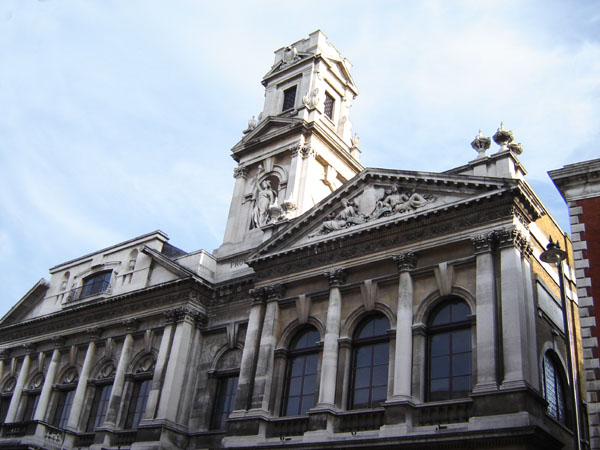
Shoreditch Town Hall

Hackney South and Shoreditch dal 2010 al 2024

- 1974–1983: i ward del borgo londinese di Hackney di Dalston, De Beauvoir, Haggerston, Moorfields, Queensbridge, Victoria e Wenlock.
- 1983–2010: i ward del borgo londinese di Hackney di Chatham, Dalston, De Beauvoir, Haggerston, Homerton, King's Park, Moorfields, Queensbridge, Victoria, Wenlock, Westdown e Wick.
- 2010–2024: i ward del borgo londinese di Hackney di Chatham, De Beauvoir, Hackney Central, Haggerston, Hoxton, King's Park, Queensbridge, Victoria e Wick.
- dal 2024: i ward del borgo londinese di Hackney di Dalston; Hackney Central; Hackney Wick; Haggerston; Homerton; Hoxton East and Shoreditch; Hoxton West; London Fields e Victoria.[1]

Il collegio copre la parte meridionale del borgo londinese di Hackney.

## Membri del parlamento
| Elezione | Elezione | Deputato        | Partito             |
| -------- | -------- | --------------- | ------------------- |
|          | Feb 1974 | Ronald Brown    | Laburista           |
|          | 1981     | Ronald Brown    | Social Democratico  |
|          | 1983     | Brian Sedgemore | Laburista           |
|          | 2005     | Brian Sedgemore | Liberal Democratici |
|          | 2005     | Meg Hillier     | Laburista Co-Op     |

## Elezioni

### Elezioni negli anni 2020
| Partito                    | Partito                                      | Candidato                  | Risultati 4 luglio 2024 | Risultati 4 luglio 2024 |
| Partito                    | Partito                                      | Candidato                  | Voti                    | %                       |
| -------------------------- | -------------------------------------------- | -------------------------- | ----------------------- | ----------------------- |
|                            | Laburista Co-Op                              | Meg Hillier                | 24 724                  | 59,29                   |
|                            | Verdi                                        | Laura-Louise Fairley       | 9 987                   | 23,95                   |
|                            | Conservatore                                 | Joanna Reeves              | 2 076                   | 4,98                    |
|                            | Lib Dem                                      | Theo Roos                  | 1 996                   | 4,79                    |
|                            | Reform UK                                    | Anil Bhatti                | 1 601                   | 3,84                    |
|                            | Workers                                      | Shahed Hussain             | 1 007                   | 2,41                    |
|                            | Rivoluzionario dei Lavoratori                | Carol Small                | 310                     | 0,74                    |
|                            |                                              |                            |                         |                         |
| Iscritti                   | Iscritti                                     | Iscritti                   | 78 262                  | 100,00                  |
| ↳ Votanti (% su iscritti)  | ↳ Votanti (% su iscritti)                    | ↳ Votanti (% su iscritti)  | 41 701                  | 53,28                   |
| ↳ Astenuti (% su iscritti) | ↳ Astenuti (% su iscritti)                   | ↳ Astenuti (% su iscritti) | 36 561                  | 46,72                   |
|                            |                                              |                            |                         |                         |
|                            | Esito: collegio confermato a Laburista Co-Op |                            |                         |                         |

### Elezioni negli anni 2010
| Partito                    | Partito                                      | Candidato                  | Risultati 12 dicembre 2019 | Risultati 12 dicembre 2019 |
| Partito                    | Partito                                      | Candidato                  | Voti                       | %                          |
| -------------------------- | -------------------------------------------- | -------------------------- | -------------------------- | -------------------------- |
|                            | Laburista Co-Op                              | Meg Hillier                | 39 884                     | 73,26                      |
|                            | Conservatore                                 | Mark Beckett               | 5 899                      | 10,84                      |
|                            | Lib Dem                                      | Dave Raval                 | 4 853                      | 8,91                       |
|                            | Verdi                                        | Tyrone Scott               | 2 948                      | 5,42                       |
|                            | Brexit                                       | Robert Lloyd               | 744                        | 1,37                       |
|                            | Rivoluzionario dei Lavoratori                | Jonty Leff                 | 111                        | 0,20                       |
|                            |                                              |                            |                            |                            |
| Iscritti                   | Iscritti                                     | Iscritti                   | 89 387                     | 100,00                     |
| ↳ Votanti (% su iscritti)  | ↳ Votanti (% su iscritti)                    | ↳ Votanti (% su iscritti)  | 54 439                     | 60,90                      |
| ↳ Astenuti (% su iscritti) | ↳ Astenuti (% su iscritti)                   | ↳ Astenuti (% su iscritti) | 34 948                     | 39,10                      |
|                            |                                              |                            |                            |                            |
|                            | Esito: collegio confermato a Laburista Co-Op |                            |                            |                            |

| Partito                    | Partito                                      | Candidato                  | Risultati 8 giugno 2017 | Risultati 8 giugno 2017 |
| Partito                    | Partito                                      | Candidato                  | Voti                    | %                       |
| -------------------------- | -------------------------------------------- | -------------------------- | ----------------------- | ----------------------- |
|                            | Laburista Co-Op                              | Meg Hillier                | 43 974                  | 79,44                   |
|                            | Conservatore                                 | Luke Parker                | 6 043                   | 10,92                   |
|                            | Lib Dem                                      | Dave Raval                 | 3 168                   | 5,72                    |
|                            | Verdi                                        | Rebecca Johnson            | 1 522                   | 2,75                    |
|                            | Animal Welfare                               | Vanessa Hudson             | 226                     | 0,41                    |
|                            | Indipendente                                 | Russell Higgs              | 143                     | 0,26                    |
|                            | Popoli Cristiani                             | Angel Watt                 | 113                     | 0,20                    |
|                            | Rivoluzionario dei Lavoratori                | Jonty Leff                 | 86                      | 0,16                    |
|                            | Indipendente                                 | Hugo Sugg                  | 50                      | 0,09                    |
|                            | Indipendente                                 | Dale Kalamazad             | 29                      | 0,05                    |
|                            |                                              |                            |                         |                         |
| Iscritti                   | Iscritti                                     | Iscritti                   | 83 099                  | 100,00                  |
| ↳ Votanti (% su iscritti)  | ↳ Votanti (% su iscritti)                    | ↳ Votanti (% su iscritti)  | 55 354                  | 66,61                   |
| ↳ Astenuti (% su iscritti) | ↳ Astenuti (% su iscritti)                   | ↳ Astenuti (% su iscritti) | 27 745                  | 33,39                   |
|                            |                                              |                            |                         |                         |
|                            | Esito: collegio confermato a Laburista Co-Op |                            |                         |                         |

| Partito                    | Partito                                      | Candidato                  | Risultati 7 maggio 2015 | Risultati 7 maggio 2015 |
| Partito                    | Partito                                      | Candidato                  | Voti                    | %                       |
| -------------------------- | -------------------------------------------- | -------------------------- | ----------------------- | ----------------------- |
|                            | Laburista Co-Op                              | Meg Hillier                | 30 633                  | 64,38                   |
|                            | Conservatore                                 | Jack Tinley                | 6 420                   | 13,49                   |
|                            | Verdi                                        | Charlotte George           | 5 519                   | 11,60                   |
|                            | Lib Dem                                      | Ben Mathis                 | 2 186                   | 4,59                    |
|                            | UKIP                                         | Angus Small                | 1 818                   | 3,82                    |
|                            | TUSC                                         | Brian Debus                | 302                     | 0,63                    |
|                            | CISTA                                        | Paul Birch                 | 297                     | 0,62                    |
|                            | Popoli Cristiani                             | Taiwo Adewuyi              | 236                     | 0,50                    |
|                            | Indipendente                                 | Russell Higgs              | 78                      | 0,16                    |
|                            | Rivoluzionario dei Lavoratori                | Bill Rogers                | 63                      | 0,13                    |
|                            | Campaign                                     | Gordon Shrigley            | 28                      | 0,06                    |
|                            |                                              |                            |                         |                         |
| Iscritti                   | Iscritti                                     | Iscritti                   | 84 971                  | 100,00                  |
| ↳ Votanti (% su iscritti)  | ↳ Votanti (% su iscritti)                    | ↳ Votanti (% su iscritti)  | 47 580                  | 56,00                   |
| ↳ Astenuti (% su iscritti) | ↳ Astenuti (% su iscritti)                   | ↳ Astenuti (% su iscritti) | 37 391                  | 44,00                   |
|                            |                                              |                            |                         |                         |
|                            | Esito: collegio confermato a Laburista Co-Op |                            |                         |                         |

| Partito                    | Partito                                      | Candidato                  | Risultati 6 maggio 2010 | Risultati 6 maggio 2010 |
| Partito                    | Partito                                      | Candidato                  | Voti                    | %                       |
| -------------------------- | -------------------------------------------- | -------------------------- | ----------------------- | ----------------------- |
|                            | Laburista Co-Op                              | Meg Hillier                | 23 888                  | 55,74                   |
|                            | Lib Dem                                      | Dave Raval                 | 9 600                   | 22,40                   |
|                            | Conservatore                                 | Simon Nayyard              | 5 800                   | 13,53                   |
|                            | Verdi                                        | Polly Lane                 | 1 493                   | 3,48                    |
|                            | UKIP                                         | Michael King               | 651                     | 1,52                    |
|                            | Liberale                                     | Ben Rae                    | 539                     | 1,26                    |
|                            | Cristiano                                    | John Williams              | 434                     | 1,01                    |
|                            | Direct Democracy (Communist)                 | Nusret Sen                 | 202                     | 0,47                    |
|                            | Lega Comunista                               | Paul Davies                | 110                     | 0,26                    |
|                            | Indipendente                                 | Denny de la Haye           | 95                      | 0,22                    |
|                            | Indipendente                                 | Jane Tuckett               | 26                      | 0,06                    |
|                            | Indipendente                                 | Michael Spinks             | 20                      | 0,05                    |
|                            |                                              |                            |                         |                         |
| Iscritti                   | Iscritti                                     | Iscritti                   | 64 826                  | 100,00                  |
| ↳ Votanti (% su iscritti)  | ↳ Votanti (% su iscritti)                    | ↳ Votanti (% su iscritti)  | 42 858                  | 66,11                   |
| ↳ Astenuti (% su iscritti) | ↳ Astenuti (% su iscritti)                   | ↳ Astenuti (% su iscritti) | 21 968                  | 33,89                   |
|                            |                                              |                            |                         |                         |
|                            | Esito: collegio confermato a Laburista Co-Op |                            |                         |                         |

### Elezioni negli anni 2000
| Partito                    | Partito                                      | Candidato                  | Risultati 5 maggio 2005 | Risultati 5 maggio 2005 |
| Partito                    | Partito                                      | Candidato                  | Voti                    | %                       |
| -------------------------- | -------------------------------------------- | -------------------------- | ----------------------- | ----------------------- |
|                            | Laburista Co-Op                              | Meg Hillier                | 17 048                  | 52,88                   |
|                            | Lib Dem                                      | Hugh G. Bayliss            | 6 844                   | 21,23                   |
|                            | Conservatore                                 | John Moss                  | 4 524                   | 14,03                   |
|                            | Verdi                                        | Ipemndoh dan Iyan          | 1 779                   | 5,52                    |
|                            | Respect                                      | Dean Ryan                  | 1 437                   | 4,46                    |
|                            | Liberale                                     | Benjamin Rae               | 313                     | 0,97                    |
|                            | Comunista                                    | Monty Goldman              | 200                     | 0,62                    |
|                            | Rivoluzionario dei Lavoratori                | Jonty Leff                 | 92                      | 0,29                    |
|                            |                                              |                            |                         |                         |
| Iscritti                   | Iscritti                                     | Iscritti                   | 72 841                  | 100,00                  |
| ↳ Votanti (% su iscritti)  | ↳ Votanti (% su iscritti)                    | ↳ Votanti (% su iscritti)  | 32 237                  | 44,26                   |
| ↳ Astenuti (% su iscritti) | ↳ Astenuti (% su iscritti)                   | ↳ Astenuti (% su iscritti) | 40 604                  | 55,74                   |
|                            |                                              |                            |                         |                         |
|                            | Esito: collegio confermato a Laburista Co-Op |                            |                         |                         |

| Partito                    | Partito                                | Candidato                  | Risultati 7 giugno 2001 | Risultati 7 giugno 2001 |
| Partito                    | Partito                                | Candidato                  | Voti                    | %                       |
| -------------------------- | -------------------------------------- | -------------------------- | ----------------------- | ----------------------- |
|                            | Laburista                              | Brian Sedgemore            | 19 471                  | 64,16                   |
|                            | Lib Dem                                | Anthony Vickers            | 4 422                   | 14,57                   |
|                            | Conservatore                           | Paul White                 | 4 180                   | 13,77                   |
|                            | Alleanza Socialista                    | Cecilia Prosper            | 1 401                   | 4,62                    |
|                            | Reform 2000                            | Saim Koksal                | 471                     | 1,55                    |
|                            | Comunista                              | Ivan Beavis                | 259                     | 0,85                    |
|                            | Rivoluzionario dei Lavoratori          | William Rogers             | 143                     | 0,47                    |
|                            |                                        |                            |                         |                         |
| Iscritti                   | Iscritti                               | Iscritti                   | 63 990                  | 100,00                  |
| ↳ Votanti (% su iscritti)  | ↳ Votanti (% su iscritti)              | ↳ Votanti (% su iscritti)  | 30 347                  | 47,42                   |
| ↳ Astenuti (% su iscritti) | ↳ Astenuti (% su iscritti)             | ↳ Astenuti (% su iscritti) | 33 643                  | 52,58                   |
|                            |                                        |                            |                         |                         |
|                            | Esito: collegio confermato a Laburista |                            |                         |                         |

## Risultati dei referendum

### Referendum sulla permanenza del Regno Unito nell'Unione europea del 2016
|             | Collegio                     | Lasciare UE % | Rimanere in UE % |
| ----------- | ---------------------------- | ------------- | ---------------- |
|             | Hackney South and Shoreditch | 22,1%         | 77,9%            |
|             | Inghilterra                  | 53,3%         | 46,7%            |
| Regno Unito | 51,9%                        | 48,1%         |                  |